# Vocal semitancada central no arrodonida
La vocal semitancada central no arrodonida és un fonema que es representa com a [ɘ] a l'AFI (com una e minúscula invertida). És un so poc freqüent, present només a llengües com el mongol i a determinats dialectes del rus. Pot aparèixer com a variant de [ʌ] en algunes llengües ameríndies.

## Característiques
- És una vocal i, per tant, l'aire circula lliurement per la boca sense cap interrupció.
- És una vocal central perquè la llengua es col·loca al mig de la boca.
- És un so semitancat i no arrodonit perquè els llavis s'obren lleugerament en articular-lo.